# フォボス (衛星)
フォボス (Mars I Phobos) は、火星の第1衛星。もう1つの火星の衛星であるダイモスより大きく、より内側の軌道を回っている。1877年8月18日にアサフ・ホールによって発見された。ギリシア神話の神ポボスにちなんで命名された。

## 特徴

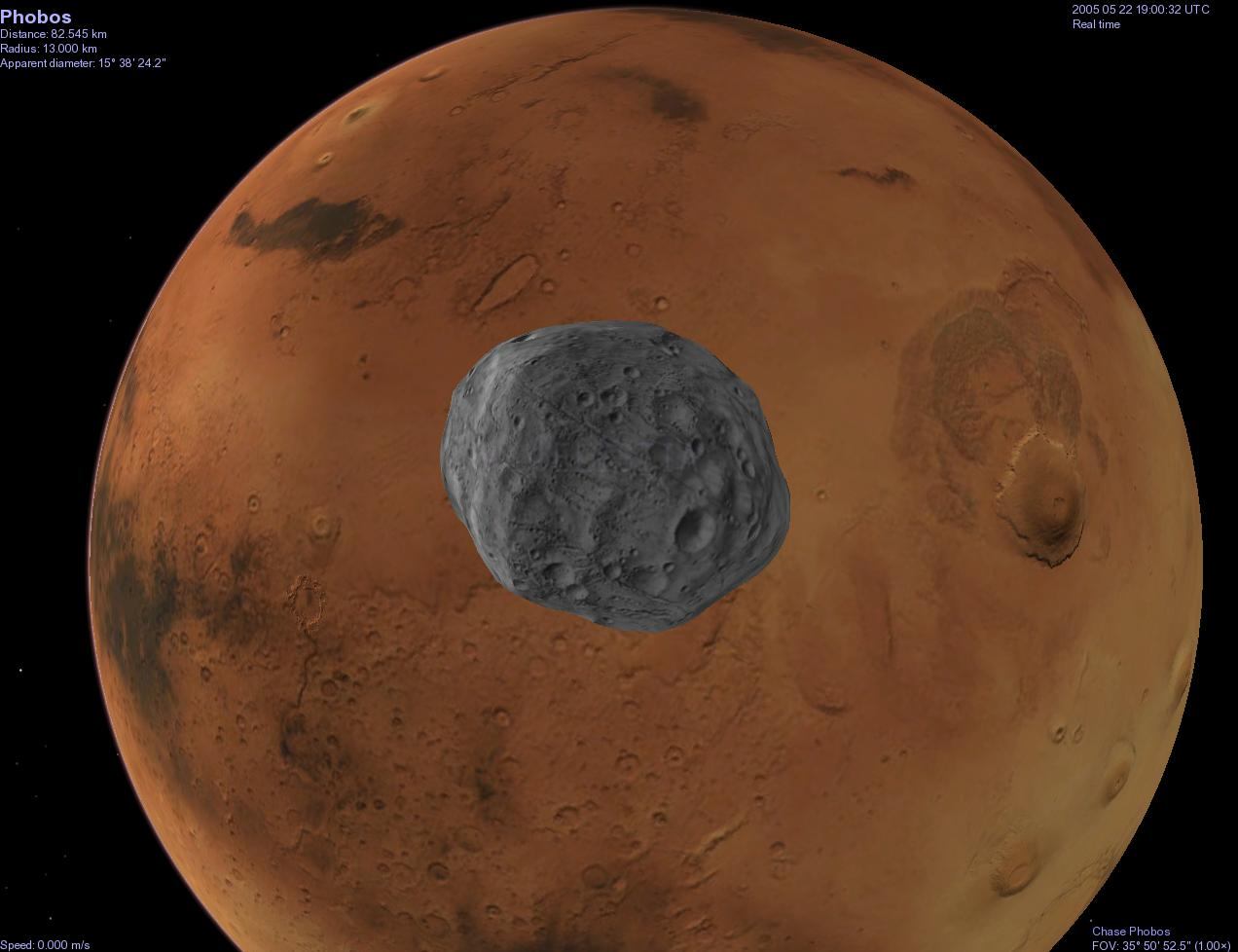
CGで描かれたフォボスと火星

フォボスは太陽系の惑星の衛星の中で最も主星に近く、火星の表面から6,000キロメートル以内の軌道を回っている。

フォボスの軌道は火星の静止軌道より内側にあるため、公転速度は火星の自転速度よりも速い。従って、1日に2回西から上り速いスピードで空を横切り東へ沈む。表面に近いため、火星のどこからでも見えるわけではない。また、火星の自転より速く公転しているので、フォボスは火星の潮汐力のために徐々に火星に引きつけられ（1.8メートル/1,000年）、やがてロッシュ限界に達し破壊される運命にあるとされ、3,000万年から5,000万年後に火星の表面に激突するか、破壊され火星の環となると考えられている。

## 地形

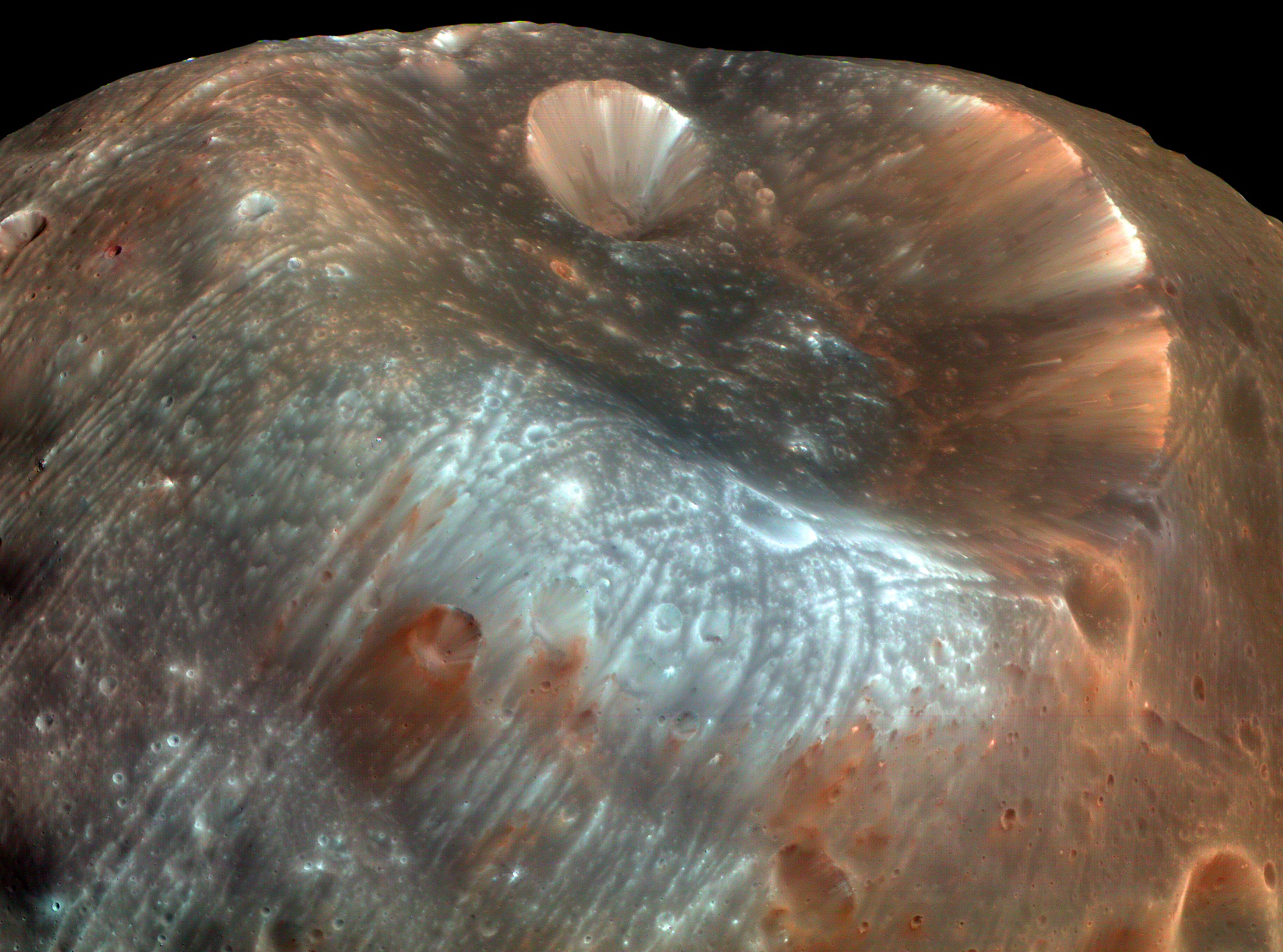
スティックニー・クレーター

フォボスには一つの峰 (Ridges) と十数個のクレーターが確認されている。峰はヨハネス・ケプラーにちなんでケプラー・ドルスムと名付けられた。クレーターは天文学者、および『ガリヴァー旅行記』の登場人物に因んで名付けられた。
フォボス最大のクレーターは、ホールの妻クロエ・アンジェリン・スティックニー・ホールにちなんで「スティックニー」と命名されている。スティックニーを中心としてフォボスには放射状の溝 (groove) が見られるが、スティックニーを作った天体が衝突した際の衝撃でできたという説や、火星からの潮汐力による破壊で生じたという説がある。

## 表面組成の多様性
フォボスの自転は、火星からの強大な潮汐力によって公転と同期しており、公転方向側とその逆側で反射スペクトルの差異が認められる。フォボスの後行半球の可視-近赤外反射スペクトルは、先行半球と比較して赤っぽく、後行半球はフォボス赤色部（Phobos Red Unit; PRU）、先行半球はフォボス青色部（Phobos Blue Unit; PBU）と呼ばれている。これらは宇宙風化作用によるスペクトル赤化度の違いを反映している可能性がある。スティックニー・クレーターは先行半球、すなわちフォボス青色部に相当する領域に位置している。

## 起源
フォボスは、ダイモスとともに、起源について大別して「捕獲説」と「ジャイアントインパクト説」の2つの仮説がある。どちらの仮説も推測やシミュレーションによるものであり、サンプルリターンによる構成物質の分析が待たれている。

### 捕獲説
捕獲説は、火星の重力に捕獲された小惑星だと考える。実際、フォボスの可視-近赤外反射スペクトルは、フォボス赤色部はD型小惑星、フォボス青色部はT型小惑星のそれと似ている。フォボスがこれらの小惑星タイプに対応する天体であるならば、炭素質の組成を有するかも知れない。また、フォボスが小惑星起源であるならば、その密度の低さは空隙や氷を内部に含む可能性を示唆している。しかしながら、フォボスの軌道離心率、軌道傾斜角がともに小さい軌道を説明するには、捕獲後に軌道エネルギーを散逸させるプロセスが必要である。

### ジャイアントインパクト説
整った軌道を説明するために、火星への天体衝突で生じたデブリ円盤内で集積した天体だとする意見もある（月の「ジャイアントインパクト説」参照）。

### リング・衛星サイクル説
リング・衛星サイクル (ring-moon cycle) 説は、過去の火星には大質量の衛星が存在し、それが軌道の縮小と潮汐破壊によってデブリ円盤となり、円盤から次世代の衛星が集積するというサイクルを何世代にも渡って繰り返しているという仮説である。この仮説ではデブリ質量のうち2割程度が次世代の衛星の集積に参加すると推定しており、破壊と集積のサイクルの度に先代よりも小さい衛星が火星の赤道面に沿って生じる。その最新のサイクルで集積した天体が現在のフォボスだということになる。前述のようにフォボスの軌道が縮小していることはこのサイクルが現在進行中であることを示している。
この説は、現在のフォボスの質量が小さいこと、フォボスが火星の赤道に沿って真円に近い軌道を公転していること、現在のダイモスの軌道傾斜角が異常に大きいこと、を説明できるという利点がある。現在のフォボスは質量が小さいため軌道共鳴によってダイモスの軌道傾斜角を現在の値にまで大きくすることはできないが、過去に現在のフォボスよりも大きい衛星が存在しダイモスと軌道共鳴を起こしていたのならばこの問題を解決できる。一方で、この説の通りにフォボスが比較的最近に集積したものであれば火星のロッシュ限界内の軌道に破片円盤が少なからず残存しているはずだがそのようなものは観測されていない、という点からこの説を否定する向きもある。
なおこのサイクルが始まるためには同期軌道よりも内側に巨大な衛星が形成されることが最初に必要となる。それは先述のジャイアントインパクトにより説明づけられる。

### ダイモスとの共通起源説
火星の2つの衛星フォボスとダイモスは共通の母天体が分裂して生じたという説が存在する。この説では火星の同期軌道付近を公転していた母天体が破壊され、2つの大きな破片が異なる楕円軌道に投入されたことを仮定する。2つの破片は潮汐散逸による円軌道化や軌道半径の縮小・拡大などの軌道進化を経て、同期軌道の内側に向かった破片がフォボスとなり、外側に向かった破片がダイモスとなったとされる。この説はフォボスとダイモスの軌道が火星の同期軌道のそれぞれ内側と外側に存在していることを説明できる。
ただし、ここで想定されているような初期条件で2つの破片の軌道進化を計算すると1万年以内という短期間でフォボスとダイモスは高速度での衝突を起こして粉砕されてしまう確率が高いというシミュレーション結果を元に共通起源説を否定する意見もある

## 近接探査

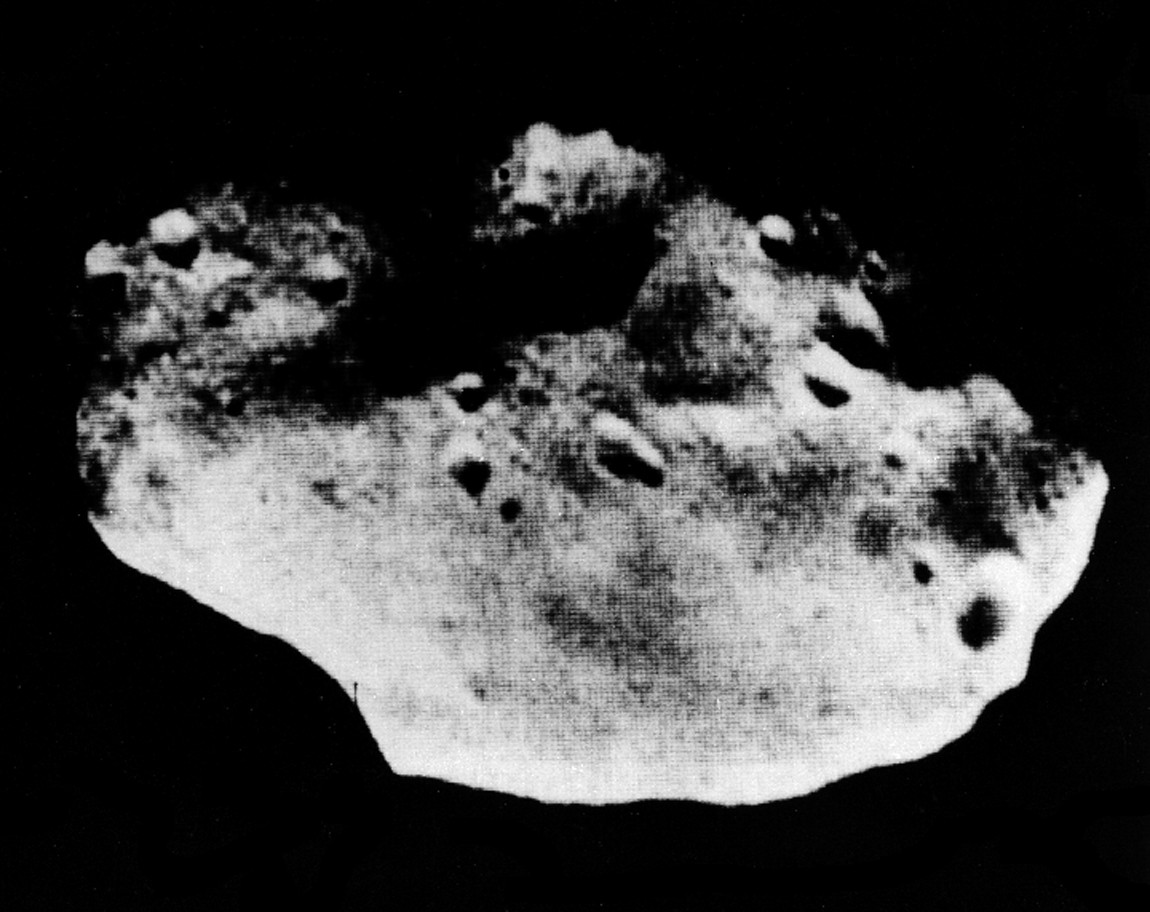
マリナー9号が撮影したフォボス

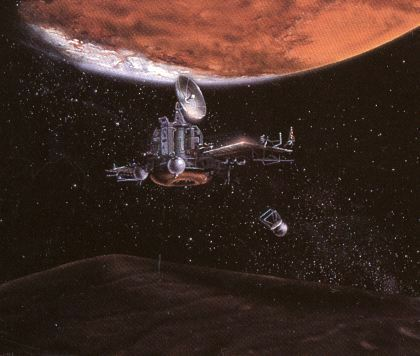
フォボスに接近するフォボス2号の想像図

1971年にアメリカの火星探査機マリナー9号によって初めて鮮明な姿が撮影された。1980年代にソ連はフォボスへの接近及び着陸探査計画を試み、1988年に打ち上げられたソ連の探査機フォボス2号は、翌年火星の周回軌道に入り、フォボスへの接近中に故障したが、その直前にフォボスからごくわずかな気体が安定して噴出していることを発見した。この気体は水蒸気だと考えられている。
2011年に打ち上げられたロシアの探査機フォボス・グルントは、フォボスからのサンプルリターンを計画していたが、地球周回軌道からの離脱に失敗し、大気圏へ突入した。
2015年、日本の宇宙航空研究開発機構（JAXA）は火星衛星探査計画（MMX）を発表した。この探査機は両衛星の近接探査と、フォボス構成物質のサンプルリターンを行う予定であり、2024年の打ち上げと2025年の火星圏到着、2029年の地球帰還を想定している。H3ロケット初号機の打ち上げが失敗した影響を受けて約2年後ろ倒しになり、2026年10月打ち上げ、フォボスを周回して観測、探査車を着陸させ、探査機の着陸に必要な計測を実施、探査機が2回着陸、試料を採取、ダイモスを通過して観測、2030年11月火星圏を離脱、2031年7月地球に帰還を目指す。

## フォボス人工天体説
1950年代から1960年代にかけて、フォボスの奇妙な軌道と密度の低さから「フォボスは中空の人工天体ではないか」という説が唱えられたことがある。
1958年頃、フォボスの公転の永年加速について研究していたソ連の宇宙物理学者、ヨシフ・シクロフスキーは、フォボスが「薄い金属板」構造であると提唱した。これはフォボスが人工的な起源を持つことを示唆するものである。シクロフスキーは火星の上層大気の密度の推定値に基いて、微弱な制動効果でフォボスの永年加速を説明するためには、フォボスが非常に軽くなければならないと推論した。ある計算によれば、直径が16キロメートル、厚さは6センチメートル未満の中空の鉄の球が導かれた。
この仮説はアメリカ合衆国にも伝わり、アイゼンハワー大統領の科学顧問を務めていたジークフリード・シンガーは、天文学雑誌『Astronautics』1960年2月号でシクロフスキー説を支持し、さらに「フォボスの目的は、おそらく火星人が彼らの惑星の周囲で安全に活動できるように、火星の大気中の放射を吸い取ってしまうことだろう」というところまで飛躍させた。また、シクロフスキーと親しかったカール・セーガンやフレッド・ホイルも人工的要素を指摘していた。
しかし後に、こうした考えが生まれる切っ掛けとなった永年加速に関する疑問が提示され、そして1969年までにはこの問題は解決された。初期の研究では、軌道高度が低下する速度を5センチメートル/年という過大な値を使用していたが、後に1.8センチメートル/年まで修正された。現在では、永年加速は当時考慮されていなかった潮汐効果の結果だと考えられている。また、フォボスの密度は1.9 g/cm3と測定されており、これは中空の殻であるという説とは矛盾する。
さらに、1970年代にバイキング探査機によって撮影されたフォボスの画像は明らかに天然の天体であり、人工物ではないことを示していた。
以上のように、科学的には否定されたフォボス人工天体説であるが、21世紀においても、オカルト系の書籍・雑誌やインターネットサイトでは度々提起されている。その多くは、火星の人面岩などとともに、異星人の関与を示唆する内容である。上述のソ連の探査機フォボス２号が故障で失跡したことも話題になることが多く、UFOによる撃墜説も唱えられている。